# Rad

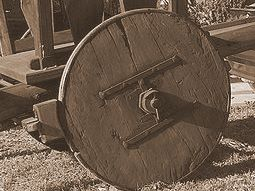
Scheibenrad aus Holz; Versteifung quer zur Faser, Achse und Reifen aus Metall

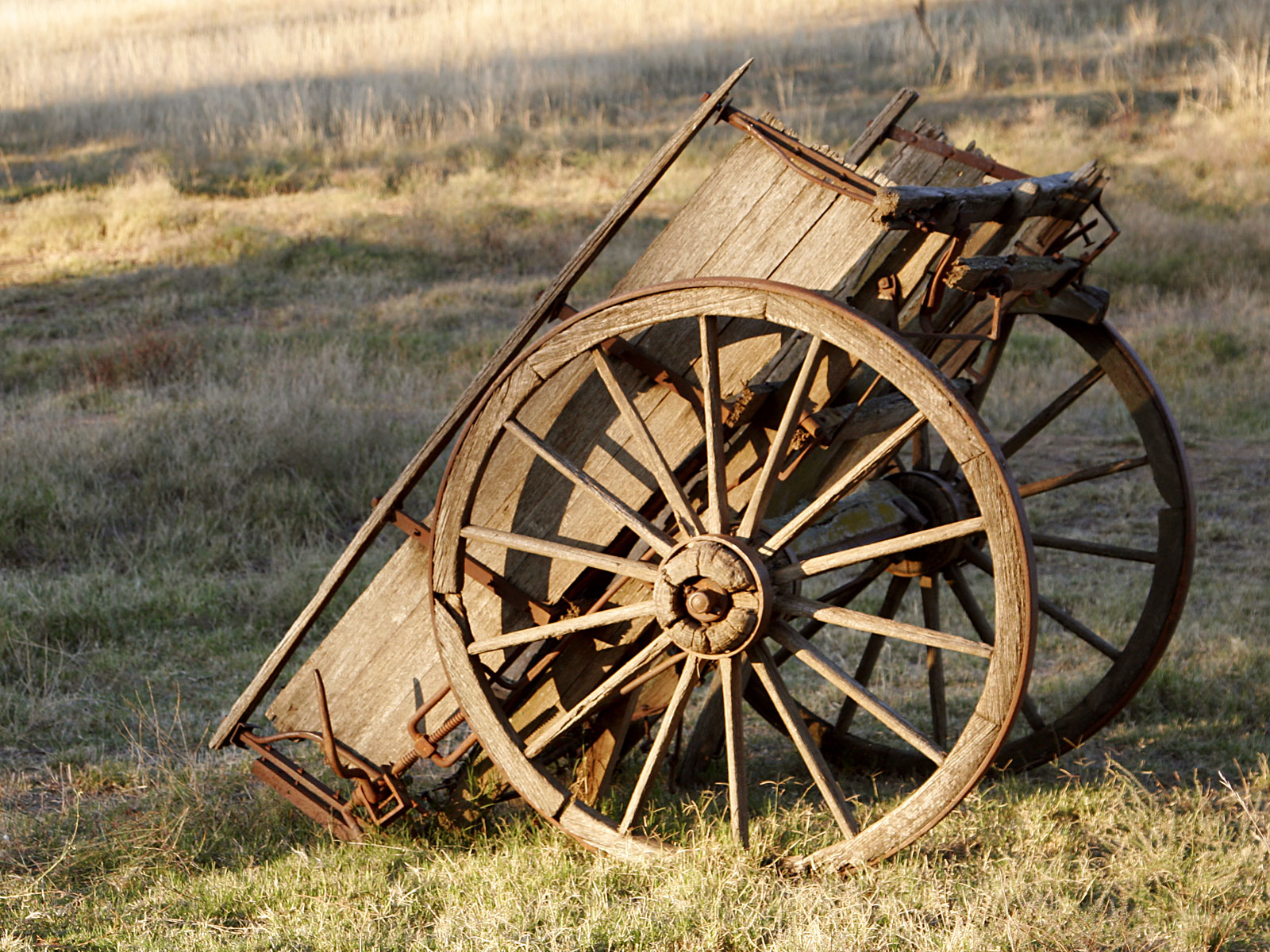
Handkarren (zweispurig, einachsig) mit zwei hölzernen Speichenrädern; Nabe, 14 Speichen, 7 Felgenteile aus Holz, Eisenreifen aus Bandstahl geschmiedet um Felge und Nabe; Gleitlager, geschmiert auf leicht schrägen Stahlachsstummeln

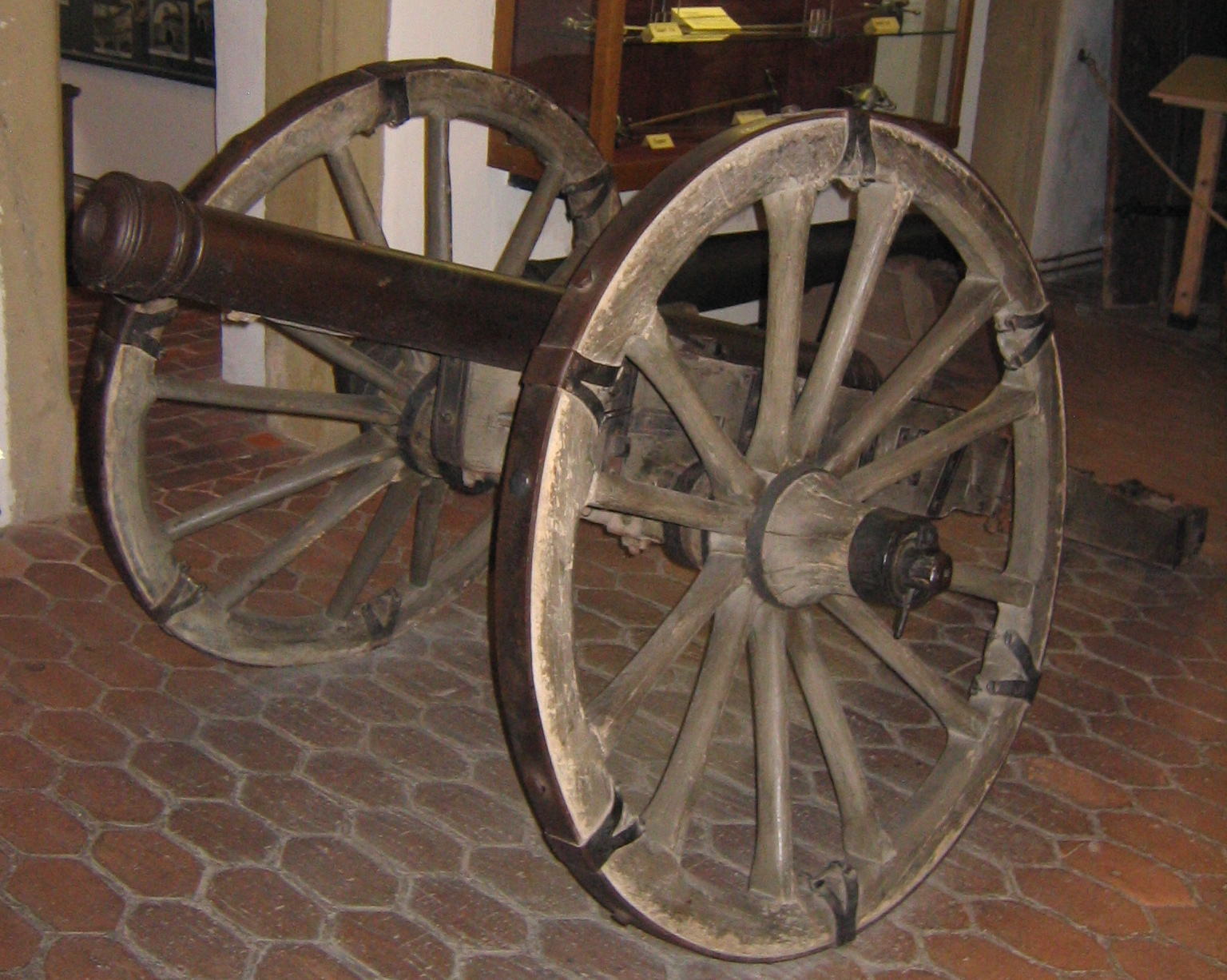
Kanone aus dem Dreißigjährigen Krieg mit metallbeschlagenen Rädern

Das Rad ist ein kreisrunder, im einfachsten Fall scheibenförmiger Teil einer Maschine zur Kraftübertragung, der um eine Achse, die senkrecht auf der idealisierten Kreisebene steht, drehbar gelagert ist. Am bekanntesten ist die Verwendung als Wagenrad. Seine Entwicklung und Verwendung an Karren oder Wagen war ein für die Entwicklung der technischen Kultur in der Urgeschichte wichtiges Ereignis.
Von wesentlichem Vorteil ist das Abrollen seines Umfangs auf dem Untergrund. Gleiten findet nur noch in den geschmierten Lagern statt. Der Rollwiderstand auf festem, trockenem Boden und der Gleitwiderstand in den Lagern sind gemeinsam wesentlich kleiner als der Gleitwiderstand bei der Verwendung einer Stangenschleife oder eines Schlittens zum Transport einer Last über trockenen Boden. Der Materialabrieb ist ebenfalls kleiner als beim Schleifen. Fahrzeuge und Gespanne mit Rädern und Zugtieren wurden zum gut verfügbaren und langlebigen Transportmittel der Vor- und Frühgeschichte für Lasten und Personen.
Schon während der Bronzezeit wurde das Rad von der Scheibe zum leichteren Speichenrad weiterentwickelt. Die Speichenform entstand durch Ersatz von Teilen der Scheibe zwischen der Nabe und dem außenliegenden Radkranz durch druck- bzw. zugfeste, oft speziellere Materialien und eine oft anspruchsvolle Verbindungstechnik.
Zu den einfachen Maschinenelementen zählt das sich nur drehende Rad (zum Beispiel Handrad, Lenkrad). Ein Fahrzeug-Rad ist heute ein komplexes technisches Bauteil.

## Etymologie
Rad (nhd. und ahd.) ist mit lateinisch rota und dem Sanskrit-Wort ratha, „Wagen“, urverwandt.

### Erweiterungen mit der Vorsilbe (Präfix) oder Nachsilbe (Suffix) „rad“
- Einrad
- Dreirad
- Fahrrad (Zweirad, Niederrad) und seine Vorgänger Hochrad und Laufrad
- Rhönrad (technisch gesehen eine Rolle, es fehlt die Achse)
- Motorrad
- Radlbock – eine einrädrige, hölzerne, 150–200 cm lange Schubkarre, deren zwei leicht nach unten durchgebogene, quer verstrebte Längsholme die tiefliegende Ladefläche bilden. Die Holme dienen hinten als Griffe und lagern vorne die Achse des Holzspeichenrads mit axial langer Holznabe und Eisenreifen. Zwei Abstellstützen etwas vor den Griffenden können als Eisenbügel (gerundetes V) ausgeführt sein. Einen vorderen Anschlag für das Ladegut und damit Schutz vor dem Rad bilden zwei ebenfalls quer verstrebte, leicht nach vorne geneigte Steher, die sich mit Eisenstäben nahe der Radlager abstützen. Zum Transport von voluminösem Gut wie Heu, einem Hackstock, einer Mörteltruhe oder einem Möbelstück.
- Raddampfer
- Radlader
- Radpanzer

## Geschichte

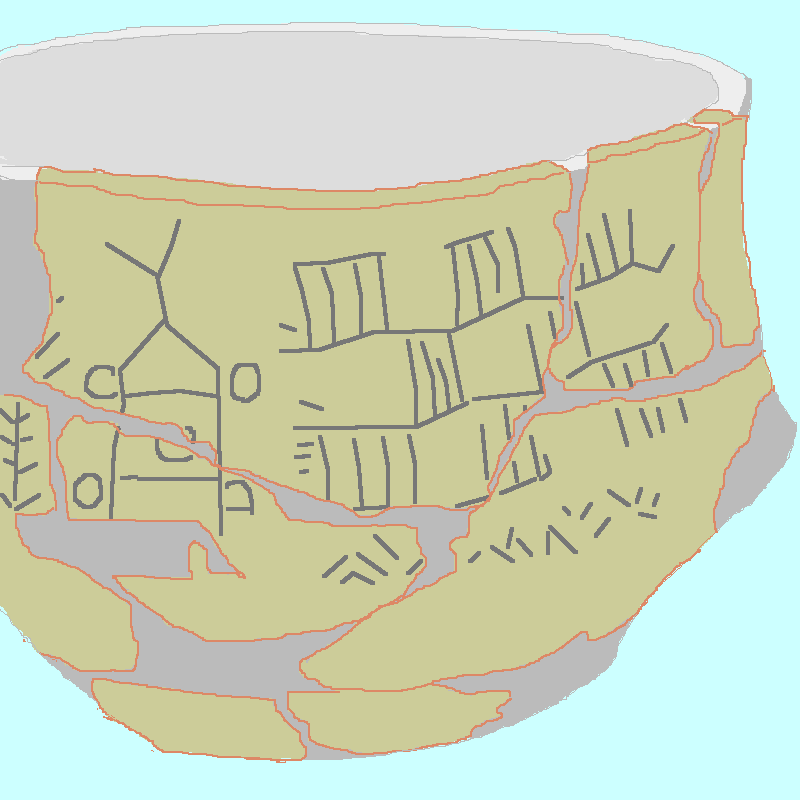
Trichterbecher datiert 3500–3350 v. Chr., links älteste bekannte Abbildung eines Wagens mit Rädern, Fundort Bronocice bei Działoszyce in Polen

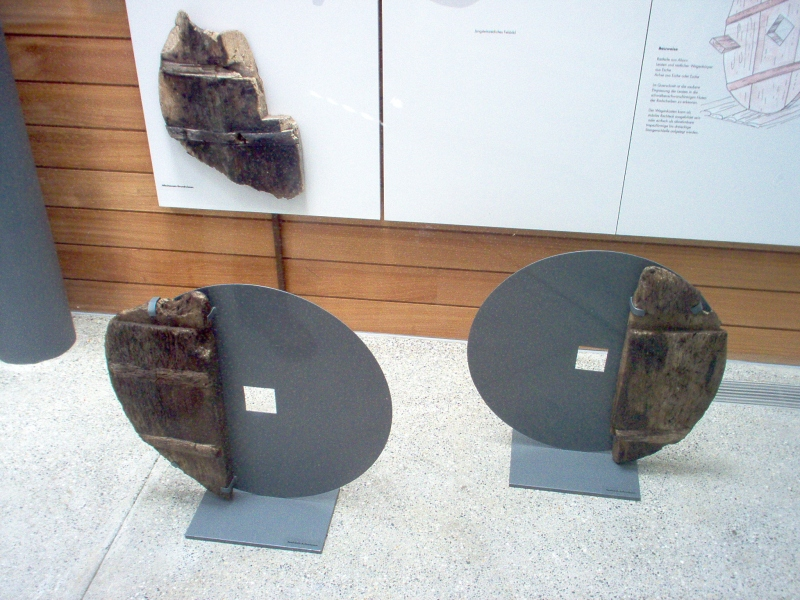
Teilweise erhaltene Wagenräder der Goldberg-III-Gruppe (2900 v. Chr.) aus dem Museum des Federseebeckens

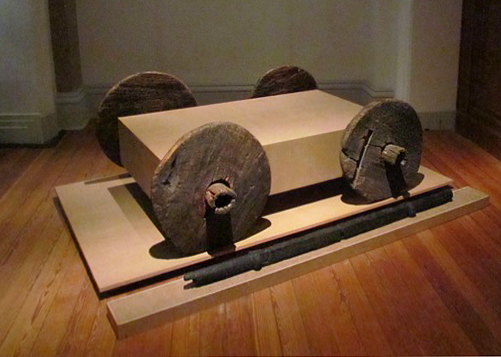
Scheibenräder von Glum, zwischen 1750 und 1550 v. Chr.

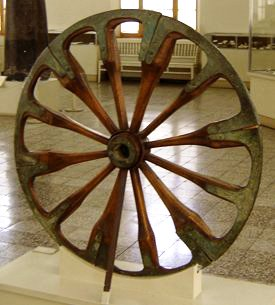
Wagenrad aus Tschogha Zanbil, Iran, Mitte bis Ende des 2. Jahrtausends v. Chr.
Nationalmuseum Teheran

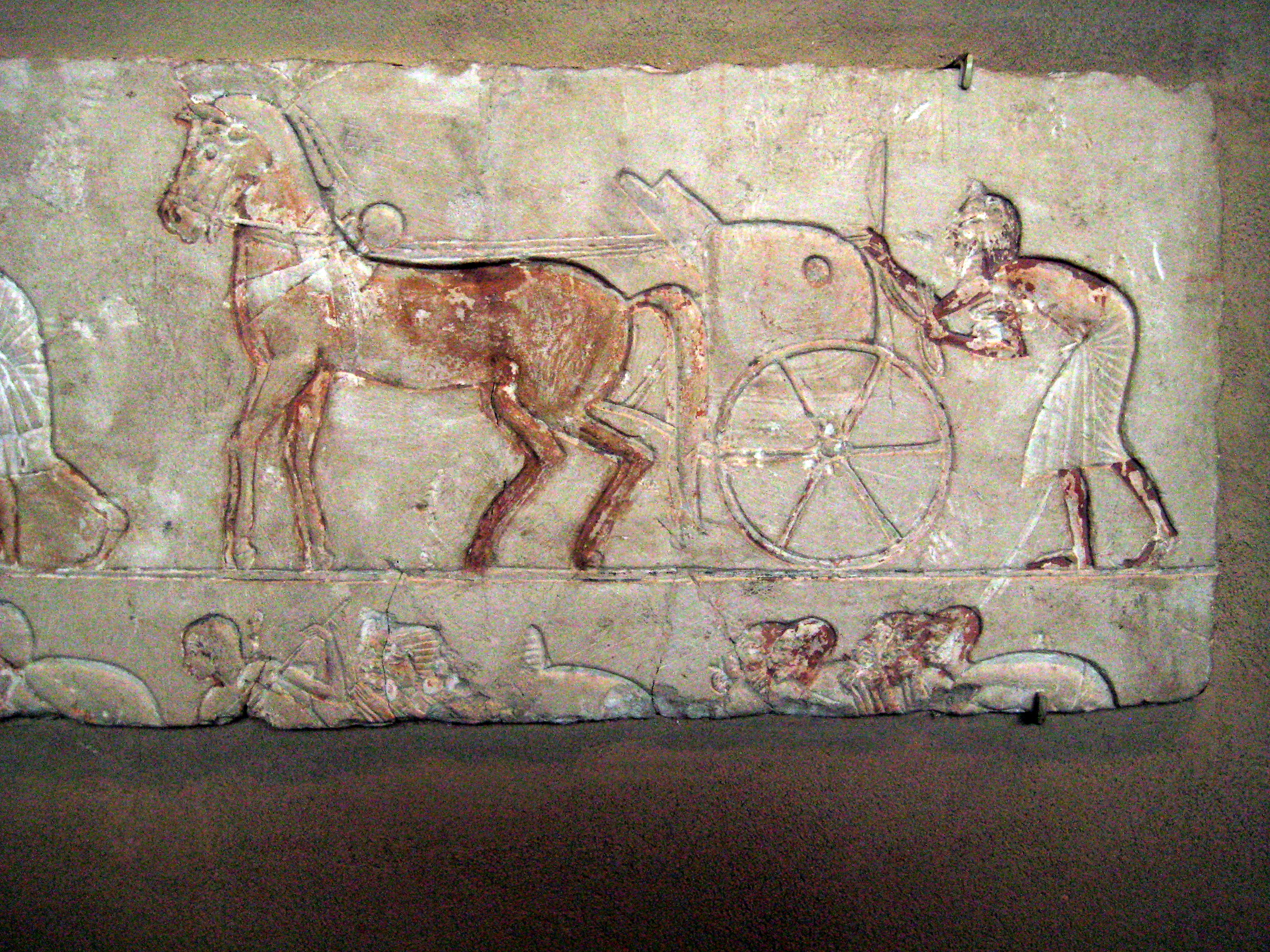
Relief von Amarna, Ägypten, ca. 1345–1335 v. Chr., Metropolitan Museum of Art, New York

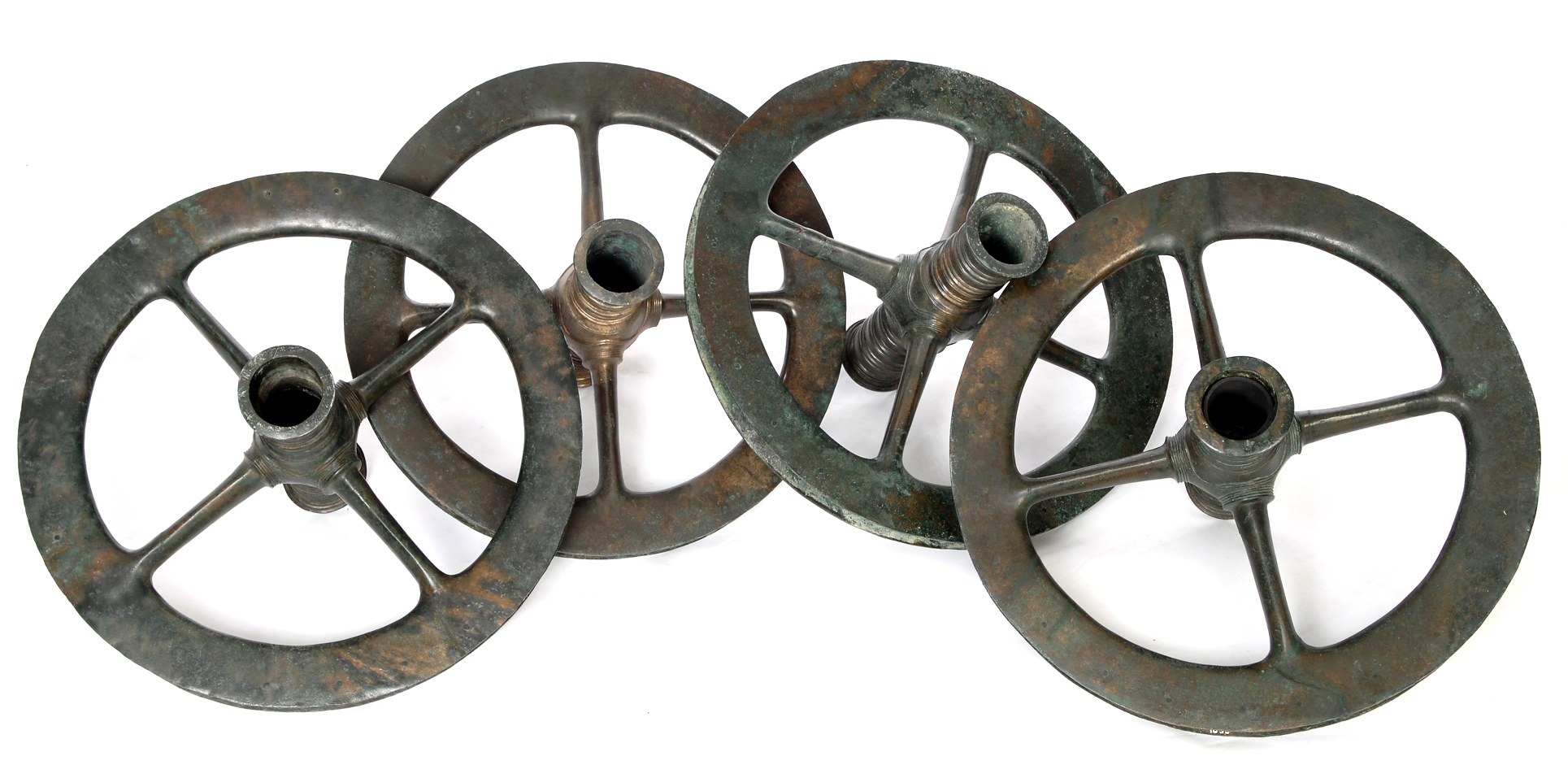
Stader Bronzeräder um 1000 v. Chr.

Lange galt die sumerische Kultur als Ursprung. Aktuelle Daten legen eine Jahrhunderte dauernde schrittweise Entwicklung nahe, von der Idee zu den ersten Funden von Wagenrädern nordöstlich des Schwarzen Meeres. Etwas früher oder gleichzeitig wurde die ebenfalls mit Gleitlagern versehene, schnell rotierende Töpferscheibe bekannt. Ein Hinweis darauf, dass das Maschinenelement Gleitlager jetzt gut beherrscht wurde, sind Schmierung und geringes Spiel. Im präkolumbischen Amerika und in Australien war das Rad für Transportmittel allerdings unbekannt. 

### Ältere Transportgeräte
Die ersten Transportgeräte, mit denen man Lasten zu Lande befördern konnte, ohne sie zu tragen, waren Schlitten und Stangenschleifen. Bei der Schleife ist allerdings ein Teil der Last und des Konstruktionsgewichtes zu tragen, sie hatte als Vorteil gegenüber anderen Transportmitteln eine gute Geländegängigkeit. Bei der Benutzung von Schlitten und Stangenschleifen war in der Regel ein hoher Gleitwiderstand zu überwinden. Ein Transport auf Rollen bzw. Walzen war nur auf gut vorbereitetem Untergrund und kurzen Strecken möglich. Nachgewiesen ist rollender Transport aus dem bronzezeitlichen Ägypten. Nachteilig war, dass die Rollen über die gesamte Strecke ausgelegt oder immer wieder hinten weggenommen und vorn wieder vor den zu befördernden Gegenstand gelegt werden mussten. Aber man konnte vergleichsweise hohe Lasten verlagern, da diese sich auf eine größere Fläche verteilen, als sie in den Gleitlagern des späteren Rades vorliegt. Der Walzentransport wird auch heute noch für spezielle Zwecke wie die Verlagerung von Gebäuden oder Extremlasten über kurze Strecken eingesetzt.

### Älteste Nachweise des Rades
Das drehbar befestigte Rad, also „unendlich“ drehbar um eine Achse, konnte mit Steinwerkzeugen angefertigt werden.
Die ältesten Hinweise für die Nutzung des Rades zum Transport finden sich in Form von Miniaturrädern aus Ton nordwestlich des Schwarzen Meeres bereits vor 4000 v. Chr. Die Hinweise verdichten sich ab Mitte des 4. Jahrtausends über ganz Europa in Form von Wagenmodellen. Als Beispiel für einen mittelbaren Hinweis auf Wagenräder gilt eine Ritzzeichnung auf der Trichterschale aus Bronocice, einem Gefäß der Trichterbecherkultur, das in der Nähe von Pinczów (Polen) gefunden wurde und nach aktuellem Wissensstand die älteste Darstellung eines Wagenrads ist. Als weiterer indirekter Nachweis gilt eine Fahrspur aus der Mitte des 4. Jahrtausends v. Chr. in einem Hünenbett bei Flintbek (Kreis Rendsburg-Eckernförde).
Erste unmittelbare Funde von Karren, Rädern, Wagen oder deren Modellen gibt es aus der zweiten Hälfte des 4. Jahrtausends v. Chr. in Europa, z. B. im Rahmen der Trichterbecherkultur sowie der Badener Kultur, im Alpenvorland, im nordwestlichen Kaukasus (Maikop-Kultur), sowie in Mesopotamien und Vorderasien. Dabei handelte es sich um ein- oder mehrteilige Scheibenräder mit Durchmessern zwischen 40 und 80 cm, mit fester, loser oder ohne Nabenbuchse oder fester Achse (und quadratischen Achslöchern). Die ältesten Funde waren überwiegend zweiachsige Fahrzeuge. Die Funde stammen entweder aus Beisetzungen in Wagengräbern oder sind Moorfunde.
Die älteste gut datierte Rad-Achsen-Kombination stammt von Stare Gmajne im Laibacher Moor bei Ljubljana in Slowenien, dessen Rad in die Jahre 3340–3030 cal BC, die Achse auf 3360–3045 cal BC datiert wurden. Ein wenig jüngeres Rad wurde im Federseemoor in Seekirch-Achwiesen gefunden. Es ist rund 5000 Jahre alt und aus zwei Teilen zusammengefügt.
Die Reste zweier Wagen wurden in Ost-Georgien unter einem Grabhügel in Ananauri (Region Kachetien) ausgegraben und auf ca. 2400 ± 150 v. Chr. datiert. Wahrscheinlich gehört dieser Kurgan einem Anführer aus der letzten Phase der Kura-Araxes-Kultur an, die deutliche Verbindungen zur Maikop-Kultur hat. Genauere Untersuchungen stehen noch aus. Im Grab befanden sich neben Obsidian und Flintstein auch Bernsteinperlen. Dies stützt die These, dass der Wagen lange vor dem Pferd aus dem nördlichen Raum kam und mit der Verbreitung der Kura-Araxes-Kultur den Weg nach Süden nahm.
Das älteste vollständige Rad in Großbritannien entdeckten Archäologen in Must Farm, einem bronzezeitlichen Fundplatz in der Nähe von Peterborough, ein zwischen 1100 und 800 v. Chr. datiertes Rad der Späten Bronzezeit.
Die ältesten Funde zum Transport benutzter Räder stammen aus der Region nordöstlich des Schwarzen Meeres, die übrigen Funde legen aber eine jahrhundertelange schrittweise Entwicklung auch mit Verbindungen nach Mesopotamien nahe.

### Weiterentwicklungen
Schon in der Steinzeit begann man, das hohe Gewicht der Scheibenräder durch Auskehlungen zu vermindern. Ob die mit symbolträchtigen Mustern ausgekehlten Räder allerdings für den Lastentransport geeignet waren, ist zweifelhaft. Eine metallzeitliche Erfindung war die Speiche, die um 2000 v. Chr. im Orient eingeführt wurde. Mit dem stabilen und leichten Speichenrad baute man so genannte Streitwagen, also zweirädrige Fahrzeuge, die eigentlich Karren heißen müssten. Da Zweirädrigkeit eine gute Methode war, das Gewicht zu vermindern, wurden später auch anspruchsvollere Einachser gebaut. Hatten die ersten Speichenräder bronzene Speichen, so baute man im weiteren Verlauf der Bronzezeit und danach überwiegend hölzerne Speichenräder, an denen nur die auf der Achse reibende Innenfläche der Radnabe und die äußere Lauffläche der Felge mit Metall beschlagen war. Metallspeichen wurden erst ab dem 19. Jahrhundert wieder führend, sei es wegen höherer Lasten und Geschwindigkeiten wie im Eisenbahnverkehr, sei es, nachdem die Erfindung des Speichensturzes es erlaubte, sehr leichte stabile Räder mit dünnen gespannten Drahtspeichen zu bauen, wie sie heute vor allem beim Fahrrad üblich sind.

### Das Rad in der Neuen Welt
In Mesoamerika erfanden die Maya das Rad. An Tempeln ist es auf Steinornamenten auch als Speichenrad oder Zahnrad zu sehen. Wie bisher aus Funden belegt, nutzten sie dieses aber nur in Anwendungen, die keine Lasten zuließen, so für das Räderwerk zur Darstellung ihres Kalenders und für Spielzeug (Beispiel im Ethnologischen Museum Berlin). Schon in präkolumbischer Zeit benutzten sie Räder, sogar Zahnräder, in mehr oder weniger feinmechanischen Geräten. Gebrauchsfähige Wagen sind aber in den altamerikanischen Kulturen bislang nicht nachgewiesen. Dies beruht höchstwahrscheinlich auf dem Mangel an geeigneten Zugtieren (Pferde, Ochsen, Esel).

## Materialien

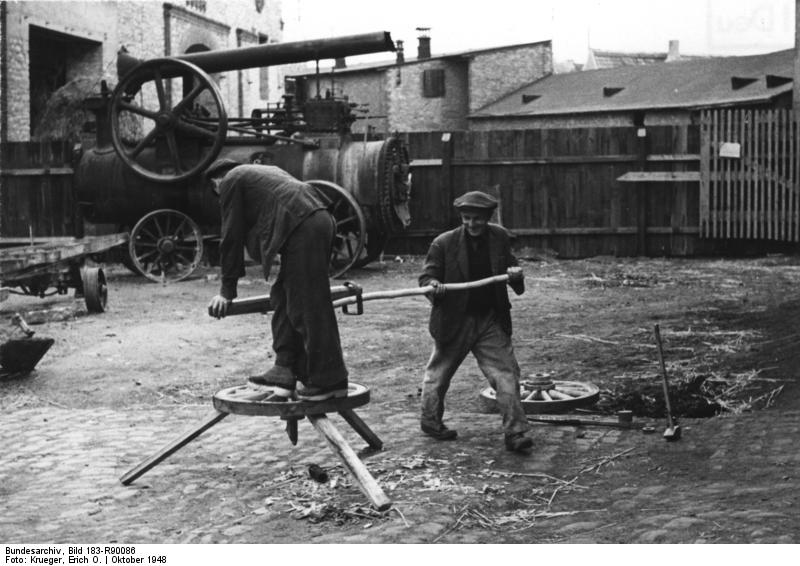
Wagenrad-Reparatur

Als Material wurde jahrtausendelang nur Holz verwendet. Die ersten Speichenräder hatten bronzene Speichen, im weiteren Verlauf der Bronzezeit und danach überwogen hölzerne Speichenräder, an denen nur die auf der Achse reibende Innenfläche der Radnabe und die äußere Lauffläche der Felge mit Metall beschlagen war. Fortschritte in der Metallurgie hin zu immer beständigeren Metallen fanden dann auch hier Verwendung. Erst mit der Erfindung der Dampfmaschine und des Verbrennungsmotors, die höhere Transportleistungen und Geschwindigkeiten ermöglichten, wurden die Räder vollkommen in Eisen, später aus Stahlblech zusammengeschweißt als Felge ausgeführt. Die geschmierten Nabenhülsen wurden durch Wälzlager ersetzt. Räder für geringe Belastungen wurden in Leichtbauweise mit Drahtspeichen versehen, die vorgespannt und auf Zug belastet werden.
Die Ausbildung der Räder wurde immer auf die zu befahrende Oberfläche (erst später Wege und Straßen) abgestimmt, bzw. die Oberfläche entsprechend den erhöhten Anforderungen verbessert. So entstanden:
- Stahlreif auf Holzkranz für Räder von Schubkarren, zwei- oder vierrädrige Wagen, Fuhrwerke oder Kutschen auf Acker, Feld- bzw. Bohlenwege oder Pflasterstraßen oder der ersten kommerziell betriebenen elektrischen Straßenbahn der FOTG in Deutschland auf Schienen
- Hartgummireif auf Holz- oder Gusseisenkranz für die ersten Kraftfahrzeuge, länger auch noch für die Lastwagen auf Pflasterstraßen
- Luftreifen auf Felge für Straßenfahrzeuge und Flugzeuge auf Asphalt- oder Betonstraßen.

Spezielle Entwicklungen des Rades für andere Transportmittel als Straßenfahrzeuge sind:
- das Eisenbahnrad mit stählernen Reifen und Spurkränzen, auch bei Kränen und Rolltreppen
- die Seilrollen bzw. -räder zur Unterstützung des endlosen Zugseiles bei Seilbahnen und Sessel- bzw. Skiliften.

Heute werden Hartgummireifen auf Stahlrädern als Stützräder z. B. für Kettenfahrzeuge, für Karusselle, für Seilbahnen und Sessellifte oder bei Industriefahrzeugen wie dem Gabelstapler verwendet.
Kunststoffräder mit oder ohne Metallnabe oder Wälzlager, oft ohne Gummireifen, gibt es für fahrbare Tische, Gerüste, Leitern (auch oben), Möbel, Hubwagen für Euro-Paletten und Einkaufswagen (auch mit Stegen zum Verkrallen auf Rollsteigen).
Meist präzise aus Kunststoff gefertigte Räder dienen in der Feinmechanik zur Kraftübertragung etwa auch auf Schalter.

## System Rad und Achse
Das System Rad und Achse wird vor allem für Transportmittel angewandt; zum einen an Fahrzeugen, zum anderen als Kraftumlenkung an Hebezeugen. Achsen dienen zum Tragen von Lasten und werden deshalb hauptsächlich auf Biegung beansprucht; Wellen übertragen Drehmomente und werden deshalb hauptsächlich auf Verdrehung (Torsion) beansprucht.

### Räder für Fahrzeuge

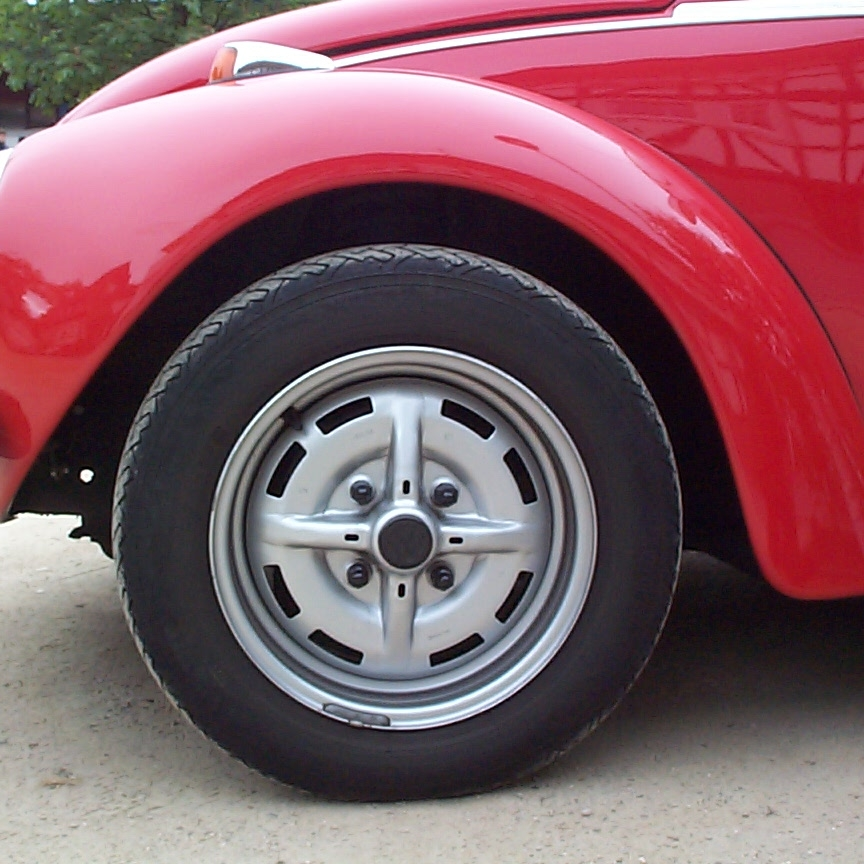
Rad eines Autos (VW 1303)

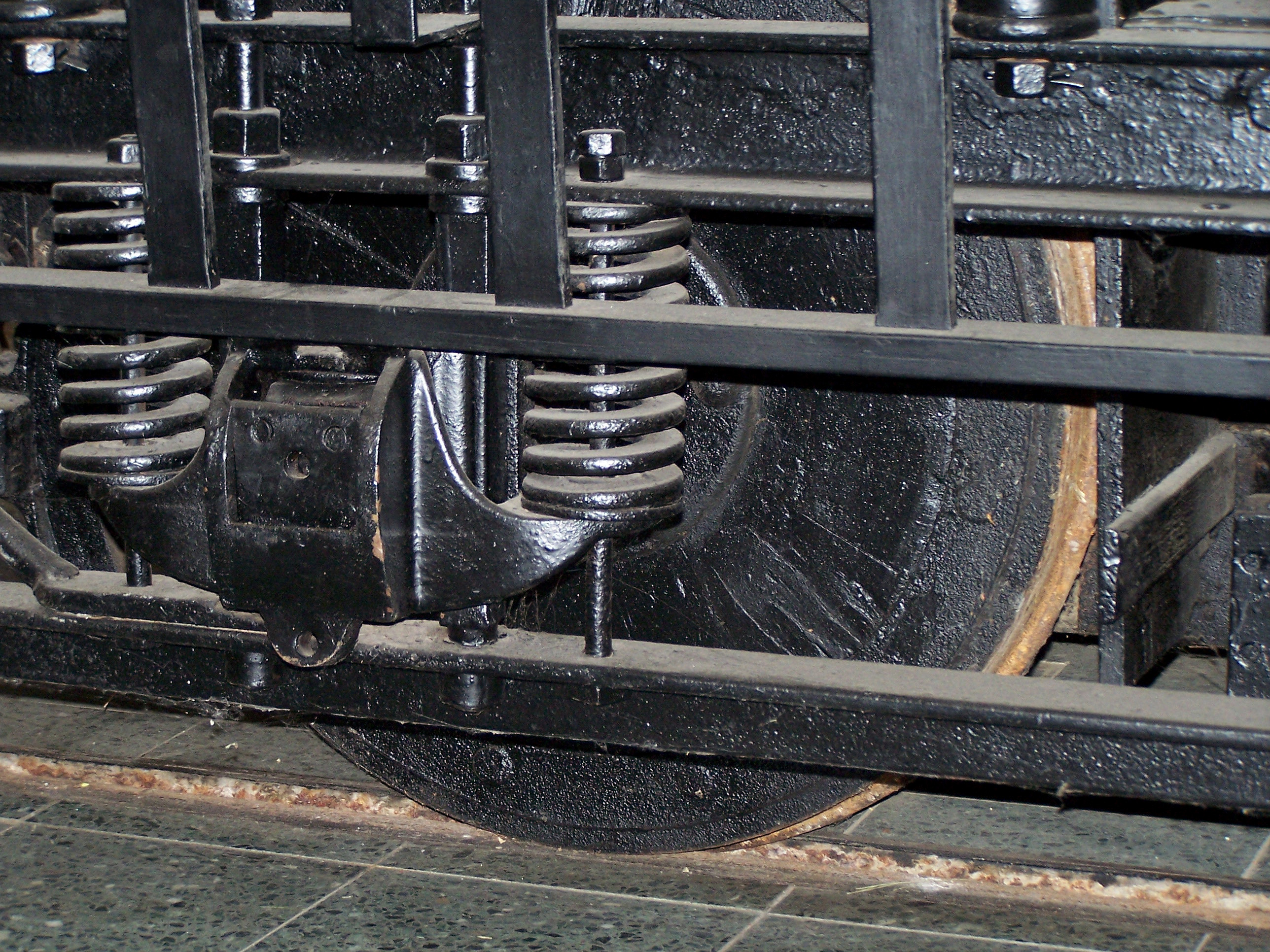
Hölzernes Rad mit Radreifen aus Stahl des Triebwagens 8 der FOTG

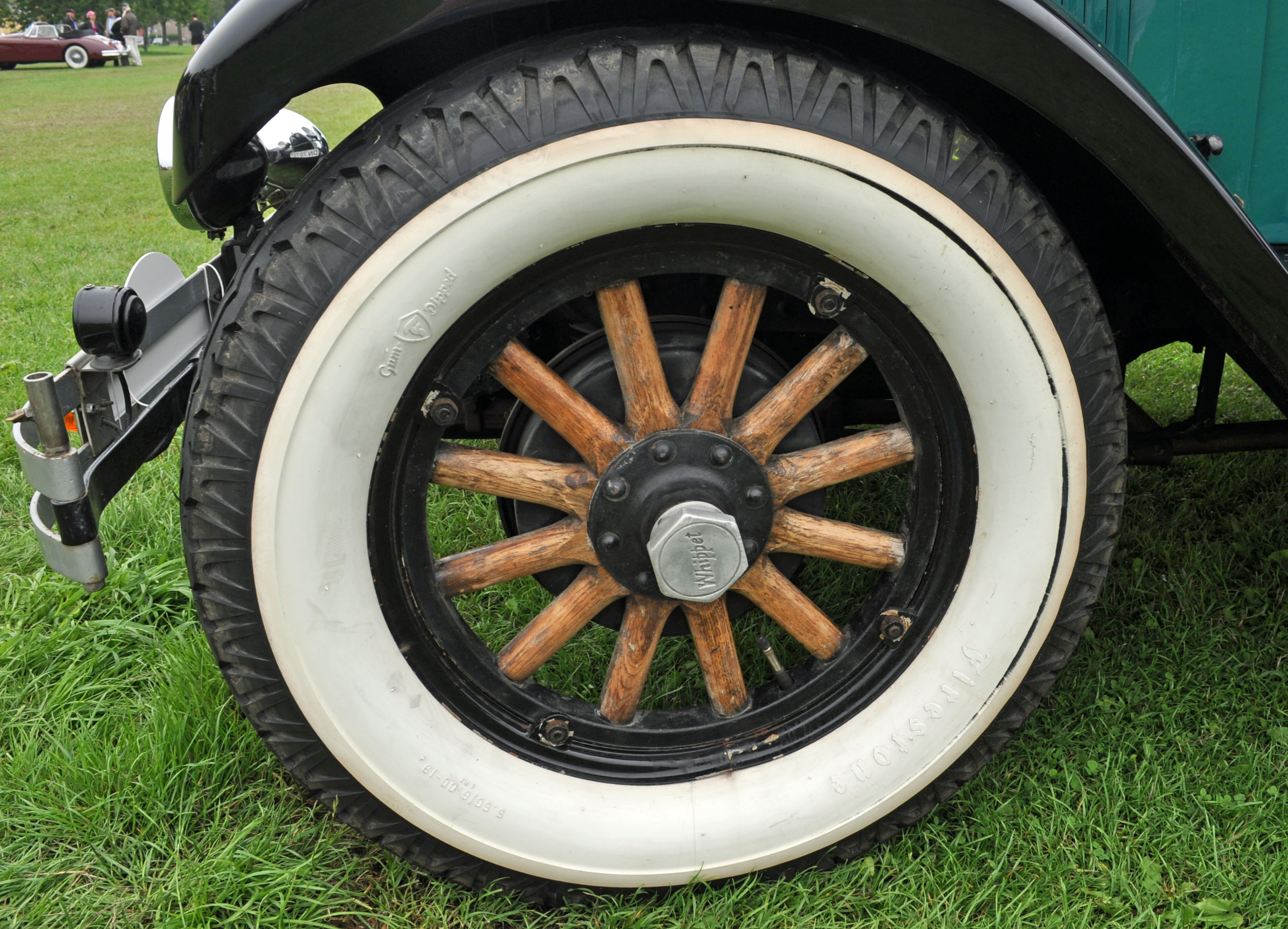
Autorad mit Gummibereifung und Holzspeichen, Nabe und Felge sind aus Stahl

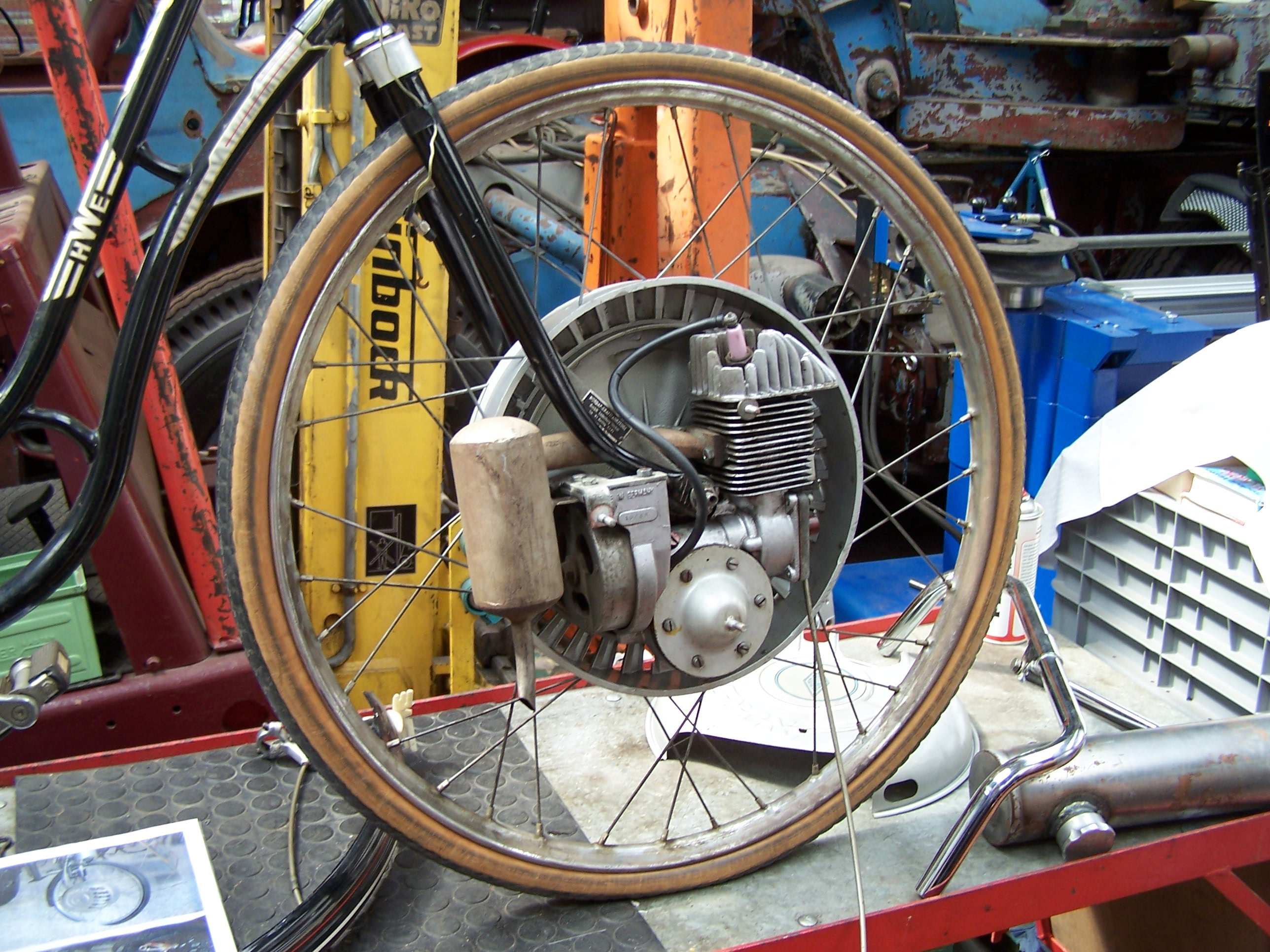
Vorderrad eines Fahrrades mit Radnabenmotor (Technische Sammlung Hochhut, Frankfurt-Gallus)

Werden Räder mit Hilfe von Lagern rotierend auf Achsen – heute meist nur auf Achszapfen – eines Fahrzeugs montiert, so wird damit im Vergleich zum Schleifen des zu transportierenden Gegenstandes über eine zurückzulegende Strecke eine wesentliche Verminderung der Reibungskräfte und damit ein Energie sparender Transport von schweren Gütern bzw. eine schnelle Fortbewegung von Gütern und Personen, primär auf relativ ebenen Trassen, erzielt.
Zum Vergleich:
Um eine Stahlplatte von 100 kg Masse über eine Strecke von zehn Meter zu schleifen bzw. zu fahren, ist jeweils die folgende Arbeit (entsprechend Kraft mal Weg) zu leisten: Die jeweilig auftretende Reibkraft ergibt sich aus der Normalkraft (entsprechend der Masse mal der Erdbeschleunigung) multipliziert mit dem Reibbeiwert. Der Reibbeiwert für eine Kombination von Stahl auf rauer Oberfläche beträgt 0,5, der für Stahl auf Stahl (glatt) 0,1. Beim Schleifen wirkt die Reibungskraft am rauen Boden die ganze Zehn-Meter-Strecke weit, somit ergibt sich die Arbeit Ws zu
{\displaystyle W_{\mathrm {s} }=100\,\mathrm {kg} \cdot 9{,}81{\frac {\mathrm {N} }{\mathrm {kg} }}\cdot 0{,}5\cdot 10\,\mathrm {m} =4905\,\mathrm {J} }
Beim Fahren mit Rädern vom Durchmesser 1000 mm und Achsdurchmesser 50 mm reduziert sich der Weg der Stahlnabe, die sich an der Stahlachse reibt, im Verhältnis der Durchmesser und somit ergibt sich die Arbeit Wf zu
{\displaystyle W_{\mathrm {f} }=100\,\mathrm {kg} \cdot 9{,}81{\frac {\mathrm {N} }{\mathrm {kg} }}\cdot 0{,}1\cdot {\frac {50\,\mathrm {mm} }{1000\,\mathrm {mm} }}\cdot 10\,\mathrm {m} =49{,}05\,\mathrm {J} }
(zur Dimensionsbetrachtung: ein Newtonmeter ist äquivalent zu einem Joule)
Selbst wenn wir die zusätzliche Arbeit, die auf Grund der Masse des Wagens und des Rollwiderstandes der Räder am Boden zu leisten ist, in der Größenordnung der Arbeit Wf selbst annehmen und addieren, ist die Einsparung an Energie (Arbeit) enorm.
Bei hohen Geschwindigkeiten ist eine weitere Eigenschaft des Rades entscheidend: Der gyroskopische Effekt bewirkt, dass das Rad sich wie ein Kreisel stabil um seine Achse dreht und dem Fahrzeug dadurch zu einem stabilen Geradeauslauf verhilft.
Beispiele dafür:
- freihändiges Radfahren

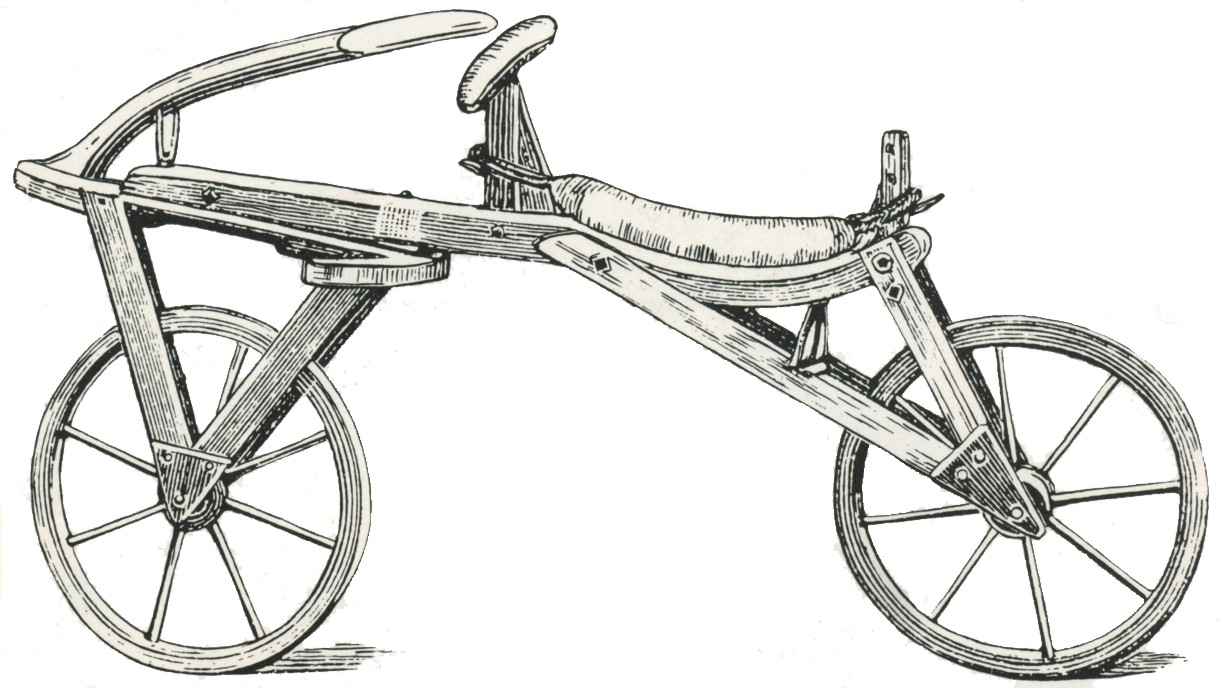
Die Draisine, Vorläufer des Fahrrades, war auch schon ein einspuriges zweiachsiges Zweirad, hatte aber noch keine Drahtspeichen

- Würden die Räder „eiern“, würden wir im Fahrzeug ziemlich durcheinander geschüttelt.

## Sonderfälle
Das Abrollen des Feuerrades von einem Berg oder Hügel ist ein Volksbrauch, der noch heute zu Weihnachten, Neujahr, Karneval, Ostern oder Pfingsten von Gemeinden, unter anderem im Friaul, Odenwald, Sauerland, Spessart, Tessin, Tirol und im Weserbergland gepflegt wird.
Zum Abrollen des Feuerrades wird zuvor ein mannshohes Rad mit Stroh an den Seiten gestopft. Bei Dunkelheit wird das Stroh entzündet und das Rad, von den jungen Männern des Dorfes an zwei Birkenstämmen geführt, einen Hügel hinuntergerollt.
Es wird angenommen, dass das Feuerrad in vorchristlichen Zeiten ein Frühlingsbrauch zum Äquinoktium gewesen ist, der sich nach der Christianisierung in die Verbindung mit der Fastenzeit in Südwestdeutschland und mit der Osterzeit im nördlichen Deutschland aufspaltete. Auf ein solches Fest zum Frühlingsäquinoktium weist auch die Chronik des Klosters Lorsch hin. Am 21. März 1090, also genau zum Termin der Tagundnachtgleiche, wurden durch einen solchen Feuerbrauch Brände in großen Teilen des Klostergebäudes ausgelöst.
In China wurden Fahrzeuge mit ovalen Rädern ausgerüstet, um zum Vergnügen der Mitfahrer diese eine Berg- und Talfahrt erleben zu lassen. Solche Erlebnisfahrt boten bei uns noch Jahrmärkte in den 1920er Jahren, heute bieten uns diese noch manche Karusselle.
Elliptisches Zahnrad: Werden zwei gleiche elliptische Zahnräder kombiniert, so bleibt der Achsabstand im Betrieb konstant. Die Räder drehen um einen der beiden Brennpunkte der Ellipsen. Das Übersetzungsverhältnis variiert über eine Umdrehung um den Mittelwert i=1. Ist nur ein Rad elliptisch, so muss ein Rad auf einer Schwingachse montiert sein. Verwendet werden solche Zahnräder zum Beispiel in Webmaschinen. In den 1980er und 1990er Jahren hatten manche Fahrräder ein elliptisches Kettenblatt (Biopace).
Ein weiterer Sonderfall, der nicht der Fortbewegung dient, ist das Riesenrad, ein Fahrgeschäft auf Jahrmärkten.

## Räder für die Kraftumlenkung
Um Kräfte an Hanf- oder Drahtseilen angreifend umzulenken, werden Räder, bei diesen Anwendungen oftmals Rollen genannt, stationär auf Achsen installiert. Der Radkranz ist hier mit einer umlaufenden Nut versehen, um dem Seil Führung zu geben.
Beispiele sind:
- die Maurerrolle, wie man sie an kleinen Baustellen sieht, wo eine Hilfskraft eimerweise Material händisch nach oben zieht
- Förderräder an Fördertürmen bei Schachtanlagen des Bergbaus
- Räder an Aufzugsanlagen
- der Flaschenzug, bei dem sowohl Rollen an stationären, sogenannten Flaschen installiert sind, als auch an beweglichen, wobei ein durchgehendes Seil so um zugehörige Paare von Rollen an den beiden Flaschen gelegt wird, dass sie entsprechend den Hebelgesetzen über einen langen Seilzugweg größere Lasten über kürzere Strecken heben.

## System Rad und Welle (Radsatz)

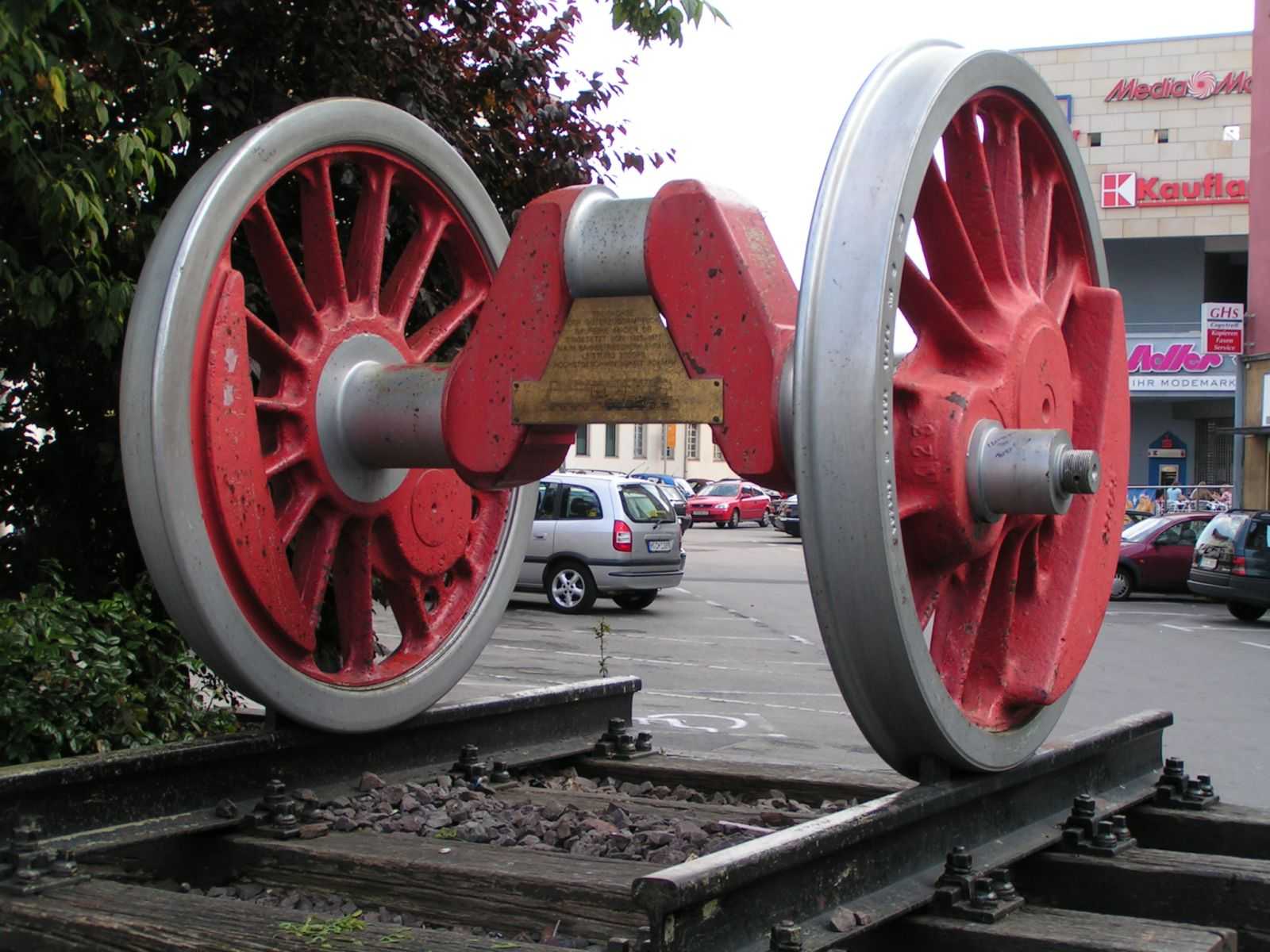
Radsatz einer Dampflokomotive der Baureihe 44.
Hier sind die Räder durch eine Kurbelwelle verbunden.
So hat der Radsatz einen dreifachen Antrieb durch drei phasenversetzte Pleuelstangen, zwei (für das Erscheinungsbild von Dampflokomotiven typische) an den Außenseiten der Räder und eine weitere in der Mitte.

Wird die Nabe des Rades fest auf einer gelagerten Welle installiert – siehe Welle-Nabe-Verbindung –, kann es der Übertragung von Drehmomenten dienen bzw. Antriebskräfte entlang eines Weges übertragen. Für diesen Zweck wurden die Bestandteile des Rades zu verschiedensten Formen abgewandelt. Auch kann das Rad als Energiespeicher eingesetzt werden (Schwungrad).
Radsätze von Schienenfahrzeugen
Schienenfahrzeuge fahren meist auf Radsätzen, also auf durch eine Achse fest verbundenen Rädern. Diese Konstruktion ermöglicht die Benutzung größerer und robusterer Radlager und führt in Kombination mit konischen Laufflächen zum Sinuslauf.

## Überträger von Drehmomenten
Zum Übertragen von Drehmomenten wird der Radkranz entsprechend der Antriebsart gestaltet:
- mit aufgezogenem Reifen aus Metall, Gummi oder Kunststoff an Laufrädern, etwa an Fahrzeugen
- Reibrad
- Riemenscheibe oder -triebrad bei Transmissionswellen
- Seilrollen/-rädern
- Zahnrad bei z. B. Getrieben, Uhrwerken (Chronometer, Astronomische Uhren), mechanischen Rechenmaschinen, Zählwerken wie bei Gasuhr und Wasseruhren
- Kettenrad

Zusammengehörige Reib- oder Zahnräder drehen die Drehrichtung um. Bei Riementrieben geschieht das durch um 180° verdrehte Riemen; um 90° gedrehte Riemen ermöglichen eine Drehung der Rotationsebene aus der horizontalen in die vertikale. Durch Vergrößerung bzw. Verkleinerung des angetriebenen Rades, im Vergleich zum antreibenden, können die Winkelgeschwindigkeiten und entsprechend den Hebelgesetzen die Drehmomente der Funktion angepasst werden.
Besonders bei Zahnrädern wurden Verbesserungen bei Wirkungsgrad, Formschluss und Verschleißfestigkeit bei den Ausführungen in Abhängigkeit von den zu den jeweiligen Zeiten gegebenen Werkstoffen und Verarbeitungsmöglichkeiten ersonnen:
- in Holz mit Holzzapfen (Kammrad) seitlich am Radkranz versehen als Kronrad oder bei großen Kräften mit zwei Rädern als Käfigrad, mit Zapfen außen am Radkranz als Stirnrad
- in Metall mit verschiedenen ausgeführten Zähnen entsprechend der Lage der Wellen zueinander als Stirn-, Kegel-, Schrauben- oder Schneckenrad.

### Das Rad in Arbeitsmaschinen

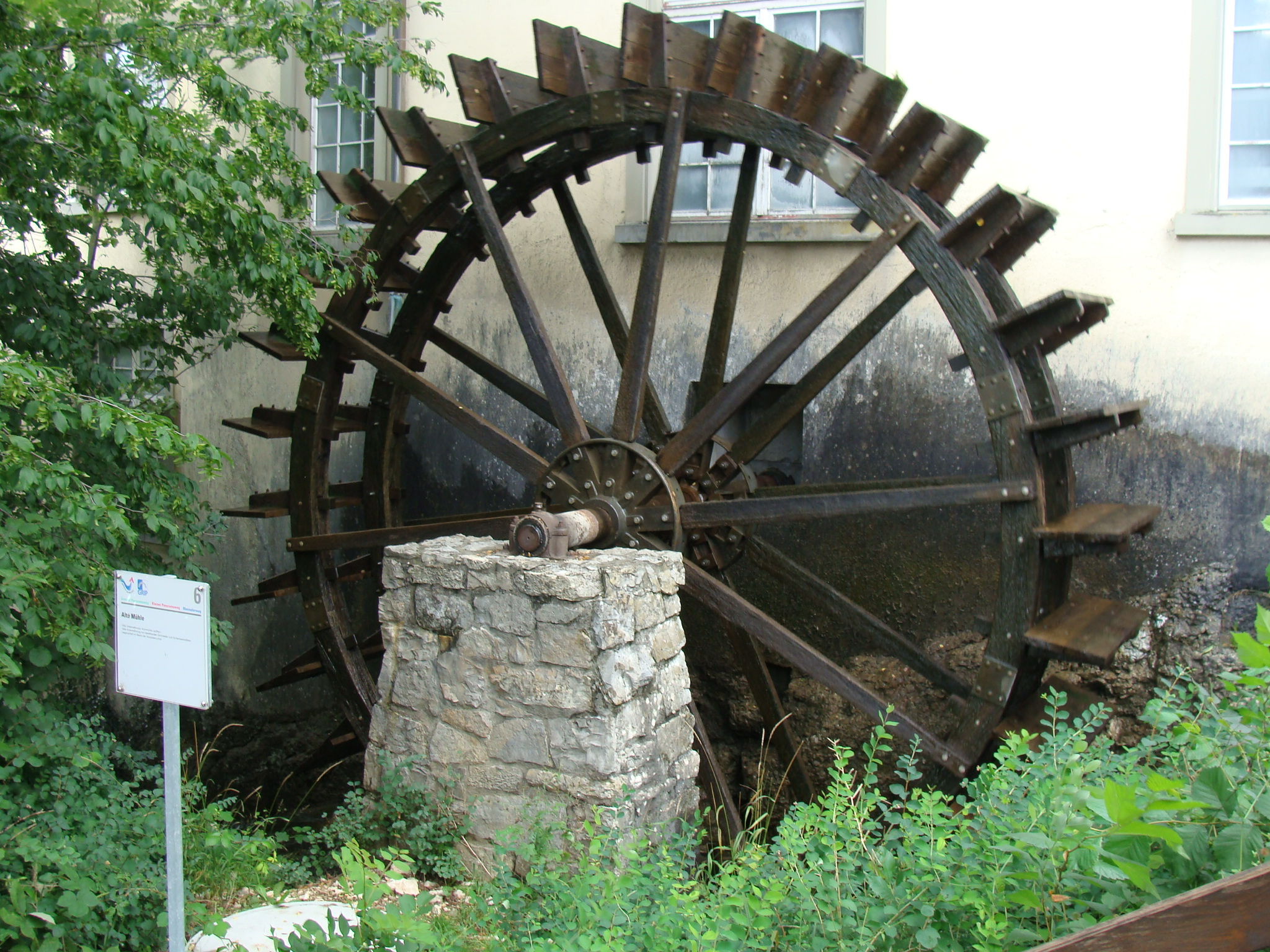
Unterschlächtiges Wasserrad beim Rheinfall in Neuhausen (Schweiz)

Zur Abgabe von Kräften an zu bearbeitende Materialien und Medien (Flüssigkeiten, Dämpfe, Gase) werden die Radteile mannigfaltig abgeändert und ergänzt, so als:
- Töpferscheibe mit Fußantriebsrad zur Verformung des Tons
- Schöpfrad zum Anheben des Wasserspiegels bzw. zur Bewässerung in seiner frühesten Form z. B. als Rad mit Zapfen, an denen Tonkrüge angebunden wurden
- Wasserrad, welches durch Wasserkraft mit Hilfe von Schaufeln oder Zellen in Rotation versetzt wird, um Wassermühlen aller Art anzutreiben oder auch Ölmühlen, Walkmühlen, Sägemühlen, Hammerwerke und Schleifmühlen
- riemenradgetriebene Drechsel- bzw. Drehbank oder Bohrmaschine, später mit E-Motor über Getriebe angetrieben
- Schaufelrad bei Dampfern, d. h. als Doppelrad mit Schaufeln/Paddeln an den Radkränzen
- Laufrad von Gebläsen, Kreiselpumpen oder Radialverdichtern, d. h. ursprünglich als Rad mit gekrümmten Schaufeln auf der Radscheibe, mit oder ohne Laufkranz
- Laufrad von Axialverdichtern, deren auf Naben sitzende Schaufeln aus flügelprofilierten Speichen mit oder ohne Radkranz bestehen
- Propeller zum Vortrieb oder Rühren – sind rudimentäre, hochspezialisierte Ausführungen des Rades
- Antriebsräder für die endlosen Seile von Seil- und Gondelbahnen, von Sessel- und Skiliften
- Zentrifugen zur Trennung von Substanzen sind auf einer vertikalen Achse rotierende Räder.

### Das Rad zur Drehmomenterzeugung in Kraftmaschinen

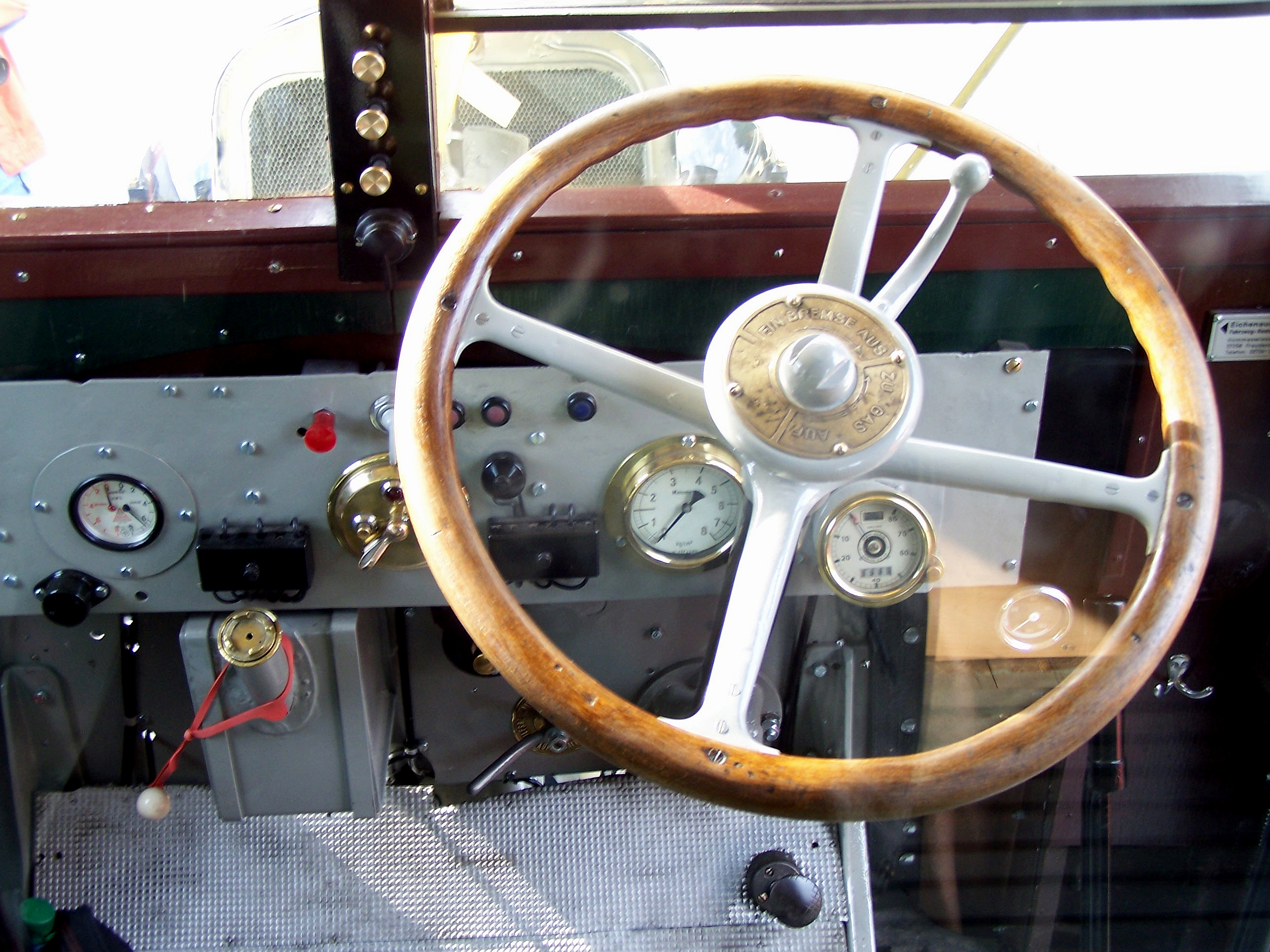
Lenkrad eines historischen DAAG-Postbusses

Zur Krafterzeugung und -abgabe durch Menschen, Tiere und Medien wie beim
- einfachsten, dem Steuerrad, dem Lenkrad
- Tretrad der Tretmühle hauptsächlich für Verlade- und Baukräne
- Schöpfrad als Doppelrad mit Trögen zwischen den Radkränzen
- Windrad z. B. im Mittelmeerraum als Speichenrad mit Dreieckssegeln an den Speichen und einem Seil quasi als Radkranz (eindrucksvoll auf alten Fotos vom Tal der Windmühlen auf Kreta)
- langsam laufenden Windrad als Rad, dessen Speichen als Flügelprofil ausgebildet sind und der Radkranz als stabilisierendes Element gegen Schwingungen weiter innen im Flügel angebracht wird: z. B. zum Wasserpumpen auf Mallorca, in der Ebene östlich von Palma, oder auf den weitläufigen Viehweiden im Mittleren Westen Amerikas
- Laufrad von Dampf- und Gasturbinen, dessen auf der Naben sitzende Schaufeln aus flügelprofilierten Speichen mit oder ohne Radkranz bestehen
- Leit- und Laufrad einer Strömungsmaschine.

### Funktion als Energiespeicher

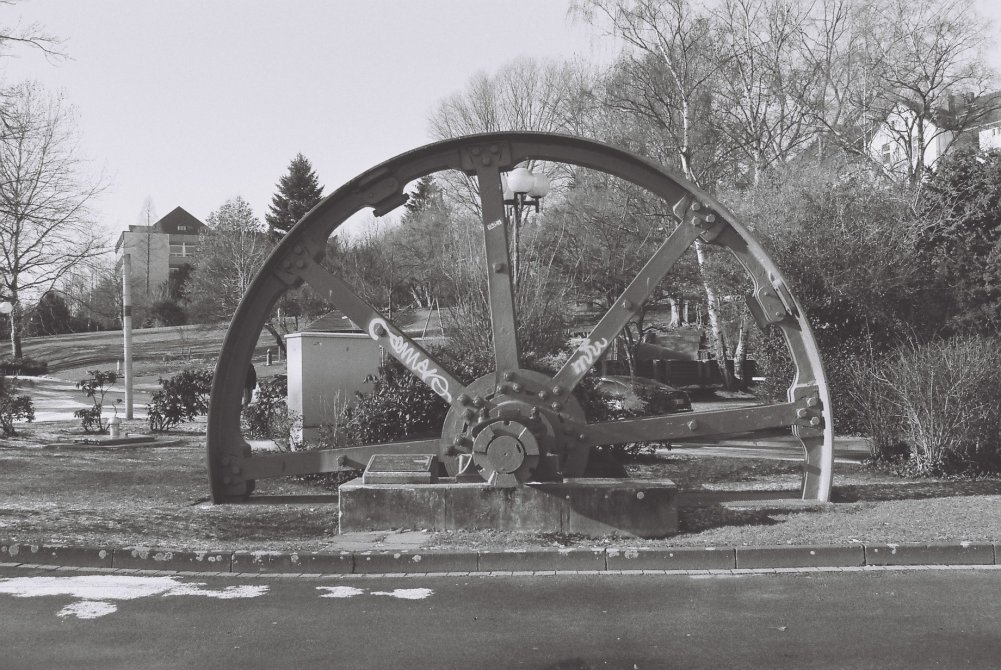
Schwungrad eines Walzwerkes

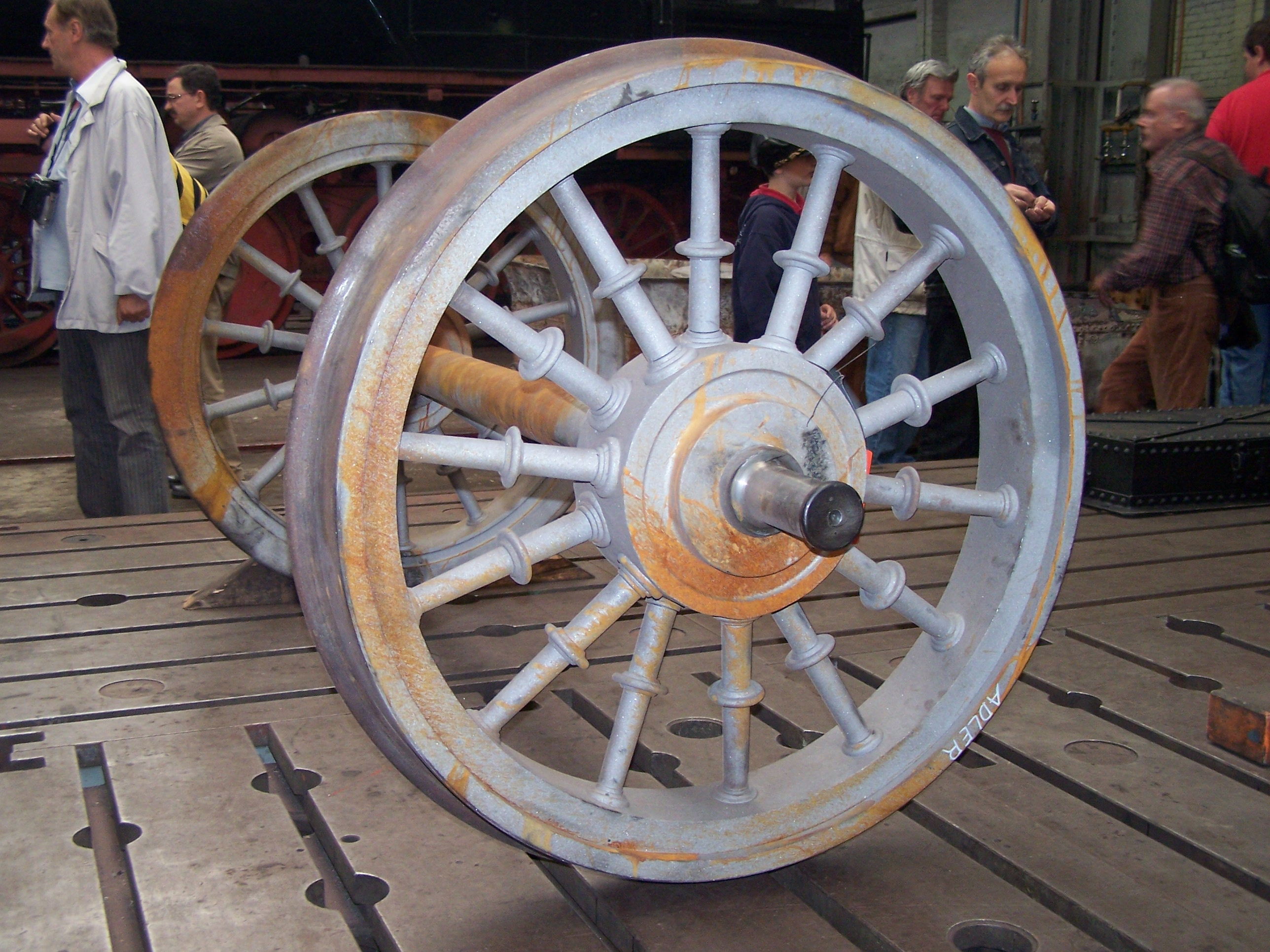
Laufachse der ersten Dampflokomotive in Deutschland Adler (Nachbau von 1935) im Dampflokwerk Meiningen

Als Energiespeicher (Schwungrad, Rotationsenergiespeicher) wird das Rad entsprechend der aufzunehmenden Energie mit genügend großer Masse ausgeführt. Es wird bei Maschinen, welche hin- und hergehende Bewegungen in rotierende Bewegungen umwandeln, verwendet, um Drehmomentschwankungen auszugleichen. Schwungräder verhindern, dass solche Maschinen auf Grund eines Totpunktes oder zeitweise fehlender Antriebskraft zum Stillstand kommen.
Anwendungen:
- Schwungrad an fußbetriebenen Antrieben wie zum Beispiel bei Töpferscheibe, Spinnrad oder Nähmaschine
- Schwungrad an Dampfmaschinen oder Verbrennungsmotoren
- Energiespeicher für Antriebsenergie von Fahrzeugen, wie zum Beispiel beim Gyrobus, Friktionsmotor von Spielzeug, mechanische KERS bei Rennwagen

## Trivia
John Keogh aus Hawthorn, Victoria (Australien), meldete das Rad 2001 zum australischen Innovationspatent an, wobei Innovationspatente nur registriert und nur auf Antrag geprüft werden. Er und das australische Patentamt, das ihm das Innovationspatent #2001100012 ausstellte, erhielten dafür den satirischen Ig-Nobelpreis für Technik 2001.